# Губерт Гартог
Губерт Гартоґ (нім. Hubert Hartog; 28 серпня 1892, Шітткемен — 4 квітня 1972, Ганновер) — німецький офіцер, генерал-майор люфтваффе.

## Біографія
14 березня 1911 року поступив на службу в 45-й піхотний полк. Учасник Першої світової війни. 3 січня 1916 року перейшов у авіацію, льотчик-спостерігач. 30 вересня 1920 року звільнений у відставку і поступив на службу в поліцію. 1 квітня 1935 року поступив на службу в люфтваффе, керівник авіаційного управління Франкфурта-на-Майні, з 1939 року — Вісбадена.
З 26 серпня 1939 року — командир 23-го запасного авіаційного батальйону. З 21 листопада — комендант аеродромного району Фюрстенвальде, з 1 червня 1940 року — Деберіца, з 1 листопада 1940 року — Брюсселя, з 6 листопада 1940 року — Лана (Франція). З 20 квітня 1941 року — командир штабу спеціального призначення 21-ї авіаційної області. З 1 червня 1942 року — знову комендант аеродромного району Лана. 24 жовтня 1944 року відправлений у резерв ОКЛ, 28 лютого 1945 року — у відставку.

## Нагороди
- Залізний хрест 2-го і 1-го класу
- Нагрудний знак пілота-спостерігача (Пруссія)
- Почесний хрест ветерана війни з мечами
- Медаль «За вислугу років у Вермахті» 4-го, 3-го, 2-го і 1-го класу (25 років)